# Fenix Angrence
A Fenix Angrence é uma obra do padre Manuel Luís Maldonado, que embora verse sobre a genealogia e a história dos Açores em linhas gerais, dedica grande parte da sua atenção à ilha Terceira e ao período da Restauração (1640-1643).

## História
A obra foi escrita entre 1683 e 1711, uma vez que os últimos capítulo encontram-se incompletos, presumivelmente pela morte do autor.
Além de uma extensa descrição genealógica, que relaciona as principais famílias das ilhas, a obra, na sua parte histórica divide-se em três partes:
- Livro Primeiro - Do Século de Quatrocentos, subdividido em alentos, cada um correspondendo a uma década, iniciando-se em 1450;
- Livro Segundo - Do Século de Mil e Quinhentos, subdividido em alentos, cada um correspondendo a uma ou mais décadas;
- Livro Terceiro - Do Século de Seiscentos, subdividido em alentos, cada um correspondendo a uma década, terminando na Dezena de 1690.

A obra termina por um Epítome das Ilhas dos Açores, incompleto. Acompanha a narrativa um largo acervo de transcrições de documentos, muitos hoje perdidos, que vão consubstanciando e integrando o texto do autor.
Após a morte do autor, o manuscrito, apenas assinado com um anagrama, foi legado a um sobrinho, tendo permanecido esquecido durante muito tempo, não havendo notícia segura da sua trajetória.
As primeiras referências impressas a ele surgem ao final do século XVIII, sendo o nome "Maldonado" confundido com "Machado", referido apenas como um genealogista, como em António Caetano de Sousa ("Aparato Genealógico da Casa Real Portuguesa") e Diogo Barbosa Machado ("Biblioteca Lusitana Histórica, Crítica e Cronológica"). É a Francisco Ferreira Drummond ("Anais da Ilha Terceira") que se deve a primeira referência mais aprofundada ao texto da Fenix Angrence, o que contribuiu em muito para o posterior interesse pela obra.
O manuscrito permaneceu inédito até 1989, quando Helder Fernando Parreira de Sousa Lima o transcreveu e o anotou, sendo depois publicado em três volumes, pelo Instituto Histórico da Ilha Terceira, com o apoio do Governo dos Açores.